# Jezioro Głębokie (powiat gryfiński)
Jezioro Głębokie – jezioro w woj. zachodniopomorskim, w pow. gryfińskim, w gminie Gryfino, leżące na terenie Równiny Wełtyńskiej.
W odległości 2 km na wschód znajduje się wieś Wysoka Gryfińska. Jezioro Głębokie znajduje się w zlewni rzeki Omulnej i stanowi wraz z nią wspólny obwód rybacki.

## Dane morfometryczne
Powierzchnia zwierciadła wody wynosi 4,2 ha.

## Hydronimia
Do 1945 r. jezioro było nazywane Mönchkolk See. Według urzędowego spisu opracowanego przez Komisję Nazw Miejscowości i Obiektów Fizjograficznych (KNMiOF) nazwa tego jeziora to Jezioro Głębokie